# Anzola d’Ossola
Anzola d’Ossola (piemontiul: Anzòla) település Olaszországban. Lakosainak száma 373 fő (2023. január 1.). Anzola d’Ossola Ornavasso, Pieve Vergonte, Premosello-Chiovenda, Valstrona és Massiola községekkel határos.

## Népesség
A település népességének változása:
| Lakosok száma | 418  | 414  | 373  |
|               | 2017 | 2018 | 2023 |